# Passalozetes africanus
Passalozetes africanus är en kvalsterart som beskrevs av Grandjean 1932. Passalozetes africanus ingår i släktet Passalozetes och familjen Passalozetidae. Inga underarter finns listade i Catalogue of Life.